# Campos de Júlio
Campos de Júlio is een gemeente in de Braziliaanse deelstaat Mato Grosso. De gemeente telt 5.223 inwoners (schatting 2009).

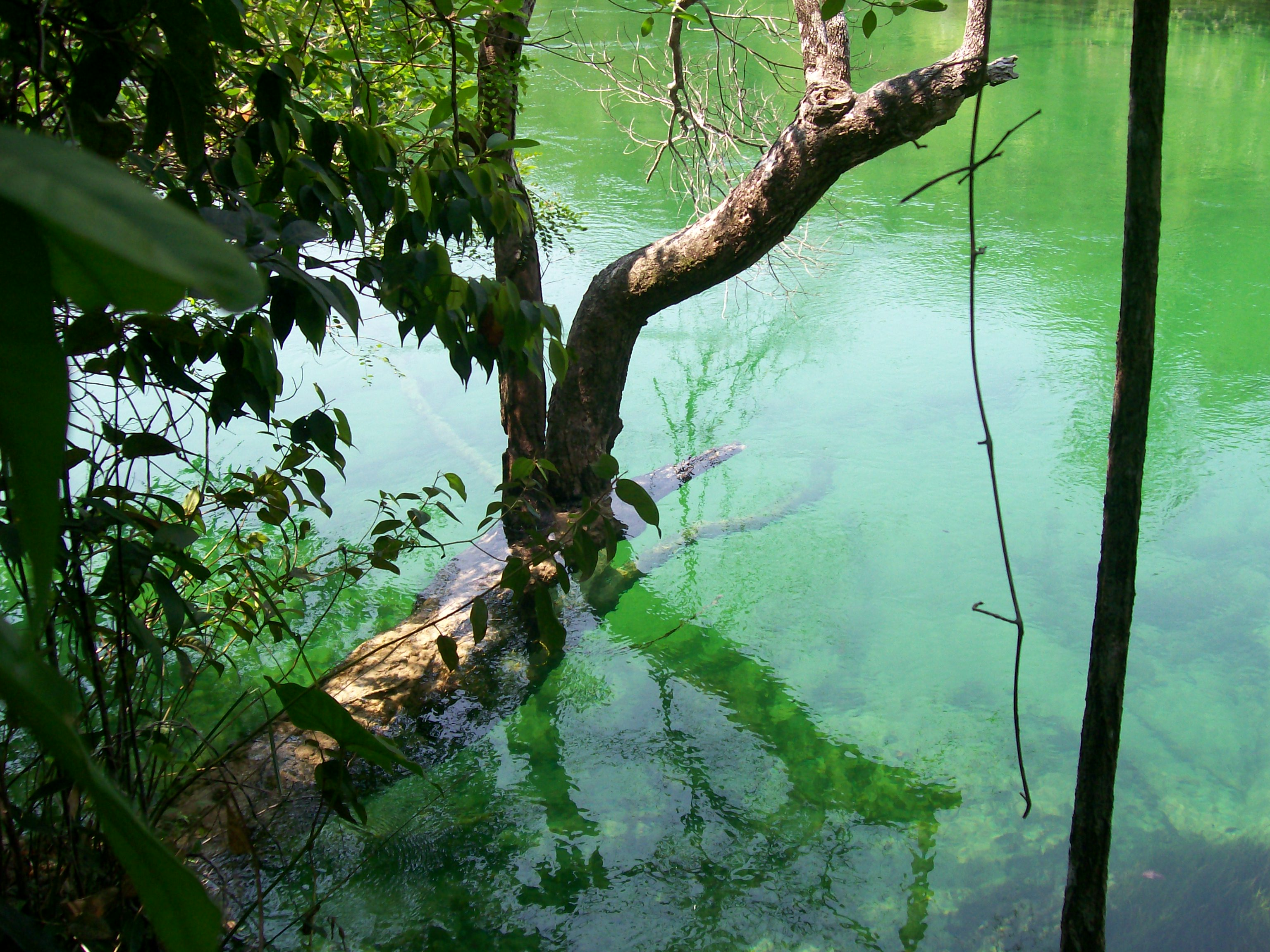
Rio Juina bij Campos de Júlio